# ペッパーズプライド
ペッパーズプライド (Peppers Pride) はアメリカ合衆国の競走馬、および繁殖牝馬である。デビューから2008年までに無敗の19連勝を記録し、当時の近代北アメリカ競馬の連勝記録を更新した。

## 経歴

### 出自
父デザートゴッドは不出走馬で、半妹にベターザンオナー（デモワゼルステークス勝ち）がいる。もとはアリゾナ大学に繋養されていた馬で、のちにテキサス州在住のオーナーブリーダー ジョセフ・アレンに引き取られ、同氏の牧場で種牡馬入りした馬であった。母レディペッパーはブルーボンネットステークス3着の経験がある4勝馬で、ペッパーズプライドはその最後の産駒である。
ペッパーズプライドはニューメキシコ州にあるジョセフ所有の牧場で2003年に誕生した。

### 戦績
2005年7月にジョエル・マー調教師のもとでデビューし、おもにニューメキシコ産牝馬限定の競走に出走を繰り返していった。5.5ハロン（約1106メートル）から1マイル（8ハロン・約1609メートル）までの競走に出走し、2歳シーズンの末にニューメキシコカップジュヴェナイルフィリーズステークスで優勝、ニューメキシコの2歳牝馬の頂点に立った。
その後も出走数こそ減少したものの、負けることなく勝ちを重ねていった。特に年末のニューメキシコカップには毎年出走し、2006年にはニューメキシコカップフィリーズチャンピオンシップステークス、2007年にはニューメキシコカップレディース&メアズチャンピオンシップステークスに優勝している。
2008年4月26日、サンレイパーク競馬場のダート6.5ハロン（約1307メートル）戦・ラッセル&ヘレンフォウツディスタフハンデキャップに出走したペッパーズブライドは、2着に入ったボッシーブッシュに2馬身差をつけて優勝、デビューからの連勝記録を16に伸ばした。北アメリカ大陸におけるそれまでの最多連勝記録は、シガーやサイテーション、ミスターフリスキー、ハロウドドリームスらがタイ記録で保持していた16連勝で、ペッパーズブライドは北アメリカ競馬史上5頭目の16連勝馬となった。
10月4日、ペッパーズブライドはジアパーク競馬場で行われたダート6ハロン（約1207メートル）のアローワンス競走（下級条件戦）に出走、2着シルバーエクスプレッションに1 3/4馬身差をつけて優勝し、近代アメリカ競馬史上初めての17連勝を達成した。
ジョセフは「引退させるのは同馬が健康を損なった場合だけ」と宣言しており、その後もペッパーズプライドを出走させ続けた。11月9日にはニューメキシコカップレディース&メアズステークスの連覇を達成、連勝記録を18に伸ばした。11月22日発行の競馬情報誌ブラッド・ホースでは同じく無敗の牝馬ゼニヤッタ（ブリーダーズカップ・レディースクラシックなど）とともに紹介され、「競走のレベルは雲泥の差ではあるが」と前置きしながらもその戦績を紹介している。
新記録として称賛される一方で、ニューメキシコ州産馬限定競走・牝馬限定競走にしか出走していないため、その強さを疑問視する声もある。ジョセフ自身も、17勝目の後に語ったインタビューにおいて「我々が彼女を州外に出さず、牡馬と対戦させないので批判されている。」と批判があることを語っている。
2008年12月4日、ペッパーズプライドはサンランドパーク競馬場で行われたニューメキシコステートレーシングコミッションハンデキャップに出走、去年の同競走に続いて優勝し、その連勝記録を19に伸ばしたところで引退、引退後はジョセフの牧場で繁殖牝馬になる予定が報じられた。この19戦の無敗連勝記録は、2010年10月にゼニヤッタに並ばれるまで単独の記録であった。
繁殖入り初年度の2009年はティズナウと配合されるが死産、翌年2010年はディストーテッドヒューマーと配合されている。
ニューメキシコ州の競馬場は、ジョセフの住むテキサス州の競馬場にはないゲーミング施設が作られており、このためグレード競走への出走経験がないながらも、19戦で合計106万6085ドルの賞金を稼ぎだした。

## 血統表
| ペッパーズプライドの血統（ミスタープロスペクター系 / Nasrullah 5x5=6.25%） | ペッパーズプライドの血統（ミスタープロスペクター系 / Nasrullah 5x5=6.25%） | ペッパーズプライドの血統（ミスタープロスペクター系 / Nasrullah 5x5=6.25%） | （血統表の出典）     | （血統表の出典） |
| 父 Desert God 1991 鹿毛 アメリカ                                           | 父の父Fappiano 1977 鹿毛 アメリカ                                          | Mr. Prospector                                                             | Raise a Native       | Raise a Native   |
| 父 Desert God 1991 鹿毛 アメリカ                                           | 父の父Fappiano 1977 鹿毛 アメリカ                                          | Mr. Prospector                                                             | Gold Digger          |                  |
| 父 Desert God 1991 鹿毛 アメリカ                                           | 父の父Fappiano 1977 鹿毛 アメリカ                                          | Killaloe                                                                   | Dr. Fager            | Dr. Fager        |
| 父 Desert God 1991 鹿毛 アメリカ                                           | 父の父Fappiano 1977 鹿毛 アメリカ                                          | Killaloe                                                                   | Grand Splendor       |                  |
| 父 Desert God 1991 鹿毛 アメリカ                                           | 父の母Blush With Pride 1979 栗毛 アメリカ                                  | Blushing Groom                                                             | Red God              | Red God          |
| 父 Desert God 1991 鹿毛 アメリカ                                           | 父の母Blush With Pride 1979 栗毛 アメリカ                                  | Blushing Groom                                                             | Runaway Bride        |                  |
| 父 Desert God 1991 鹿毛 アメリカ                                           | 父の母Blush With Pride 1979 栗毛 アメリカ                                  | Best in Show                                                               | Traffic Judge        | Traffic Judge    |
| 父 Desert God 1991 鹿毛 アメリカ                                           | 父の母Blush With Pride 1979 栗毛 アメリカ                                  | Best in Show                                                               | Stolen Hour          |                  |
| 母 Lady Pepper 1987 栗毛 アメリカ                                          | 母の父Chili Pepper Pie 1975 鹿毛                                           | Red Gar                                                                    | Beau Gar             | Beau Gar         |
| 母 Lady Pepper 1987 栗毛 アメリカ                                          | 母の父Chili Pepper Pie 1975 鹿毛                                           | Red Gar                                                                    | Water Queen          |                  |
| 母 Lady Pepper 1987 栗毛 アメリカ                                          | 母の父Chili Pepper Pie 1975 鹿毛                                           | Funny Pie                                                                  | Hilarious            | Hilarious        |
| 母 Lady Pepper 1987 栗毛 アメリカ                                          | 母の父Chili Pepper Pie 1975 鹿毛                                           | Funny Pie                                                                  | Kewpie               |                  |
| 母 Lady Pepper 1987 栗毛 アメリカ                                          | 母の母Lady Chanel 1982 アメリカ                                            | Draconic                                                                   | Never Bend           | Never Bend       |
| 母 Lady Pepper 1987 栗毛 アメリカ                                          | 母の母Lady Chanel 1982 アメリカ                                            | Draconic                                                                   | Repercussion         |                  |
| 母 Lady Pepper 1987 栗毛 アメリカ                                          | 母の母Lady Chanel 1982 アメリカ                                            | Fair Perfume                                                               | Pack Trip            | Pack Trip        |
| 母 Lady Pepper 1987 栗毛 アメリカ                                          | 母の母Lady Chanel 1982 アメリカ                                            | Fair Perfume                                                               | Fair Bonnie F-No.2-h |                  |